# Konstantin Griszyn
Konstantin Nikołajewicz Griszyn (ros. Константин Николаевич Гришин, ur. 21 listopada?/4 grudnia 1908 we wsi Szatiejewo w guberni twerskiej, zm. 6 czerwca 1973 w Moskwie) – radziecki polityk, członek KC KPZR (1961-1973).
Od 1931 w WKP(b), 1932 ukończył szkołę budownictwa radzieckiego i partyjnego, w której następnie był nauczycielem. Od 1933 kierownik wydziału kadr w zakładzie inżynieryjnym w Kimrach, później dyrektor szkoły średniej w Kimrach i kierownik rejonowego wydziału edukacji ludowej w Kimrach. 1938–1939 kierownik wydziału propagandy i agitacji rejonowego komitetu WKP(b), od września 1939 do lipca 1942 I sekretarz Komitetu Miejskiego WKP(b) w Kimrach, od lipca 1942 do września 1944 I zastępca przewodniczącego Komitetu Wykonawczego Rady Obwodowej w Kalininie (obecnie Twer). Od września 1944 do listopada 1946 przewodniczący Komitetu Wykonawczego Rady Obwodowej w Wielkich Łukach, 1952–1953 I zastępca przewodniczącego Komitetu Wykonawczego Rady Obwodowej we Włodzimierzu, 1953–1955 II sekretarz, a od listopada 1955 do 2 października 1960 I sekretarz Komitetu Obwodowego KPZR we Włodzimierzu. Od 25 lutego 1956 do 17 października 1961 zastępca członka, a od 31 października 1961 do śmierci członek KC KPZR. Od 30 września 1960 do 12 stycznia 1967 I sekretarz Komitetu Obwodowego KPZR w Riazaniu (od 15 stycznia 1963 do 15 grudnia 1964: Wiejskiego Komitetu Obwodowego KPZR w Riazaniu), od grudnia 1966 do śmierci I zastępca przewodniczącego Komitetu Kontroli Partyjnej przy KC KPZR. Deputowany do Rady Najwyższej ZSRR 2,3 i od 5 do 8 kadencji. Pochowany na cmentarzu Nowodziewiczym.

## Odznaczenia
- Order Lenina (trzykrotnie)
- Order Wojny Ojczyźnianej II klasy
- Medal „Partyzantowi Wojny Ojczyźnianej” II klasy
- Medal jubileuszowy „W upamiętnieniu 100-lecia urodzin Władimira Iljicza Lenina”
- Medal „Za obronę Moskwy”
- Medal „Za zwycięstwo nad Niemcami w Wielkiej Wojnie Ojczyźnianej 1941–1945”